# Scoparia dufayi
Scoparia dufayi là một loài bướm đêm trong họ Crambidae.